# Eulepidotis phrygionia
Eulepidotis phrygionia är en fjärilsart som beskrevs av George Francis Hampson 1926. Eulepidotis phrygionia ingår i släktet Eulepidotis och familjen nattflyn. Inga underarter finns listade i Catalogue of Life.